# Centrale thermique de Turceni
La centrale thermique de Turceni est une centrale thermique dans le Județ de Gorj en Roumanie.
Il s'agit du plus grand producteur d'électricité de Roumanie et de l'une des plus grandes centrales thermiques d'Europe, avec 4 unités de 330 MW net chacune. Mais seules 2 unités sont opérationnelles, les 2 autres étant mises en veilleuse totalisant ainsi une capacité de 1 230 MW.
La centrale électrique dispose de quatre cheminées, chacune mesurant 280 mètres de hauteur.

L'alimentation de la centrale  est reliée par 6 lignes de 110 kV et la sortie est assurée par 4 lignes de 400 kV.